# Type 4 Ke-Nu
Ke-Nu Kiểu 4  (四式軽戦車 ケヌ Yon-shiki keisensha Kenu) là một kiểu xe tăng hạng nhẹ của Lục quân Đế quốc Nhật Bản trong Thế chiến thứ hai. Đây là mẫu cải tiến cho xe tăng hạng nhẹ Ha-Go Kiểu 95 bằng cách gắn tháp pháo to hơn của xe tăng hạng trung Chi-Ha Kiểu 97 lên khung xe của Kiểu 95.

## Lịch sử phát triển
Ke-Nu Kiểu 4 ra đời từ quá trình nâng cấp xe tăng hạng trung Chi-Ha Kiểu 97. Kiểu 97 đời đầu tiên có nhược điểm là sử dụng pháo chính 57 mm có vận tốc đạn thấp nên sức xuyên giáp đối với xe tăng đối phương không cao, điều này được thể hiện trong quá trình chiến đấu tại Mãn Châu, Trung Quốc ở giai đoạn đầu của Chiến tranh Trung-Nhật và nhất là trong cuộc đối đầu Hồng quân Liên Xô trong Trận Khalkhin Gol. Do đó, kiểu pháo chính 47 mm có vận tốc đạn cao hơn đã được phát triển và xe tăng Kiểu 97 trang bị pháo chính này được gọi là phiên bản Kiểu 97 - kai Shinhoto. Những tháp pháo cũ 57 mm của Kiểu 97 đã được tận dụng để gắn lên khung của xe tăng hạng nhẹ lỗi thời Ha-Go Kiểu 95, tạo nên Ke-Nu Kiểu 4. Tổng cộng đã có 100 chiếc được thực hiện chuyển đổi vào năm 1944.

## Thiết kế
Ke-Nu Kiểu 4 là phiên bản nâng cấp của xe tăng hạng nhẹ Kiểu 95 bằng việc gắn tháp pháo của xe tăng hạng trung kiểu 97, do đó có hỏa lực tốt hơn và khối lượng nặng hơn Kiểu 95 cũ. Tốc độ tối đa so với Kiểu 95 cũng bị giảm đi (40 km/giờ so với 45 km/giờ). Nhược điểm lớn nhất của Ke-Nu Kiểu 4 cũng như của Kiểu 95 là lớp giáp xe không đủ dày. Chỗ giáp dày nhất (25 mm) chính là của tháp pháo Kiểu 97 cũ, không đủ bảo vệ kiểu xe này trước các loại pháo tăng Đồng Minh 37 mm, 75 mm và 2-pounders.

## Lịch sử hoạt động

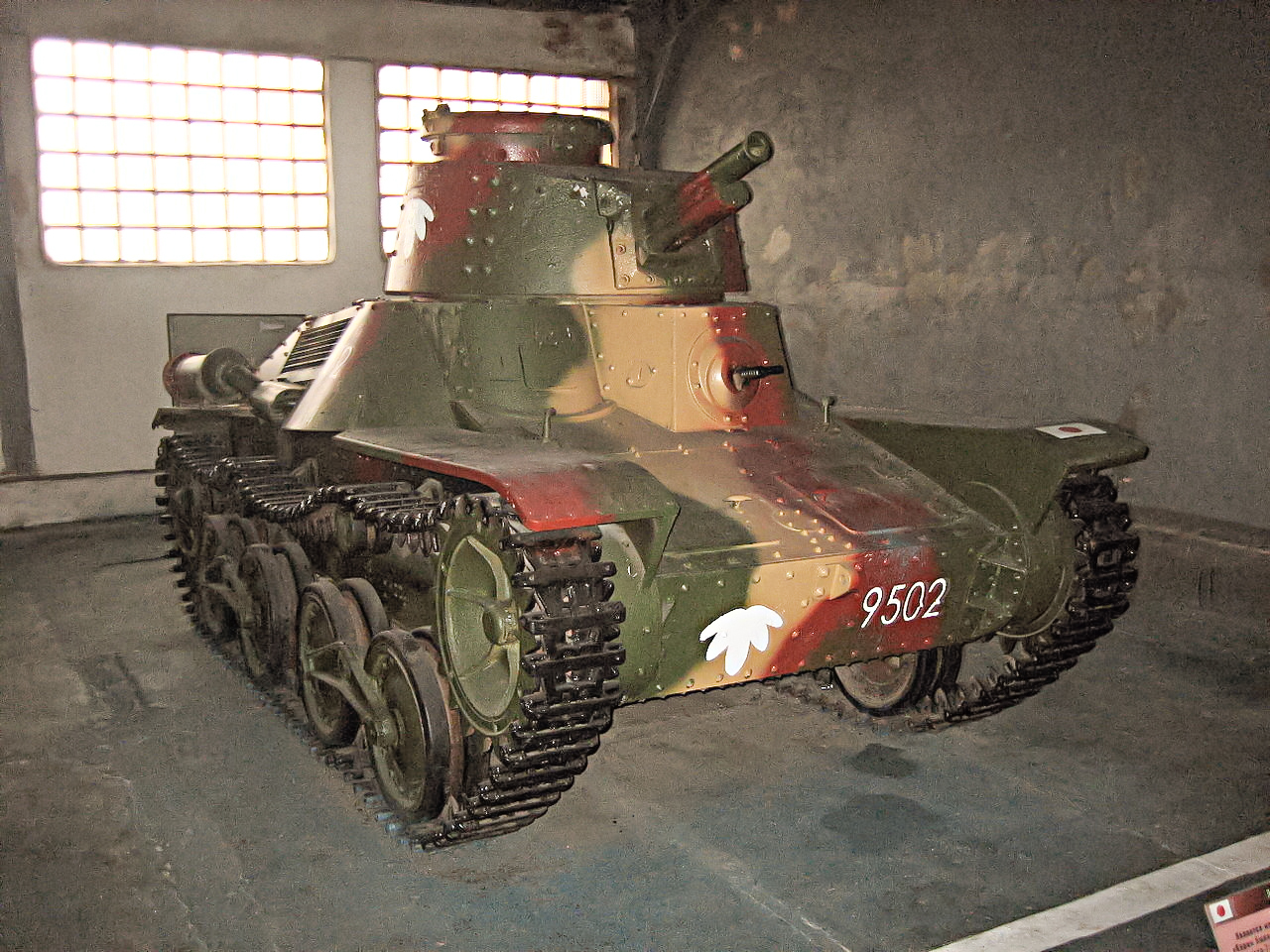
Xe tăng Ke-Nu Kiểu 4 tại Bảo tàng Tăng - thiết giáp Kubinka, Moscow

Việc chuyển đổi diễn ra vào năm 1944 là quá trễ để do đó hầu hết số lượng kiểu xe này được đưa vào nhiệm vụ bảo vệ Nhật Bản trước cuộc đổ bộ của Đồng Minh. Một số được đưa đến các đơn vị tại Triều Tiên và Mãn Châu, tham gia chiến đấu hạn chế chống lại Hồng quân Liên Xô năm 1945. Một chiếc Ke-Nu Kiểu 4 đã bị quân Nga bắt giữ tại Mãn Châu và đưa về trưng bày tại Bảo tàng Tăng - thiết giáp Kubinka, Moscow